# ウェレンズ症候群
ウェレンズ症候群(-しょうこうぐん, Wellens' syndrome)は、不安定狭心症のうち、近位左前下行枝（LAD）冠動脈狭窄にみられる心電図所見。当初はAとBの2つの別個のタイプと考えられていたが、現在は経時的に変化する波形と見なされており、最初は二相性のT波反転であり、後に対称になり、前胸部誘導でしばしば深く（> 2 mm） T波は反転する。 
1982年に不安定狭心症の人々のサブグループでハイン JJ ウェレンズと同僚によって最初に記述された 、それはまれではないようであり、彼の最初の研究では患者の18％に現れた。その後の前向き研究では、発症時の患者の14％、最初の24時間以内の患者の60％でこの症候群が特定された。 
ウェレンズ症候群の存在は、重要な診断的および予後的意義がある。特徴的な所見を示したDeZwannの研究で、すべての人は、左前下行枝の50％以上の狭窄（平均で85％の狭窄）を示し、59％が完全またはほぼ完全に閉塞していた。元のウェレンズの研究グループでは、典型的な症候群の症状を示した人の75％が前壁心筋梗塞であった。 前下行枝冠動脈の有意な（70％以上）狭窄に対する感度と特異度は、それぞれ69％と89％であり、陽性の予測値は86％だった。 
ウェレンズの兆候は、たこつぼ型心筋症またはストレス性心筋症のまれな症状としても見られている。

## 診断
診断は次の方法で行われる。
- 心電図 V2およびV3誘導での進行性の深い対称T波反転
- 一般的に60°-90°での逆T波の傾き
- 心臓マーカーの上昇がほとんど, またはまったくない
- ST上昇なし
- 前胸部R波の消失はない。

冠状動脈造影、左側の動画は、ウェレンズ症候群との診断を受けた患者の近位前下行枝での重大な（95％）狭窄を示しています。右のビデオは再灌流後の同じ患者を示しています。
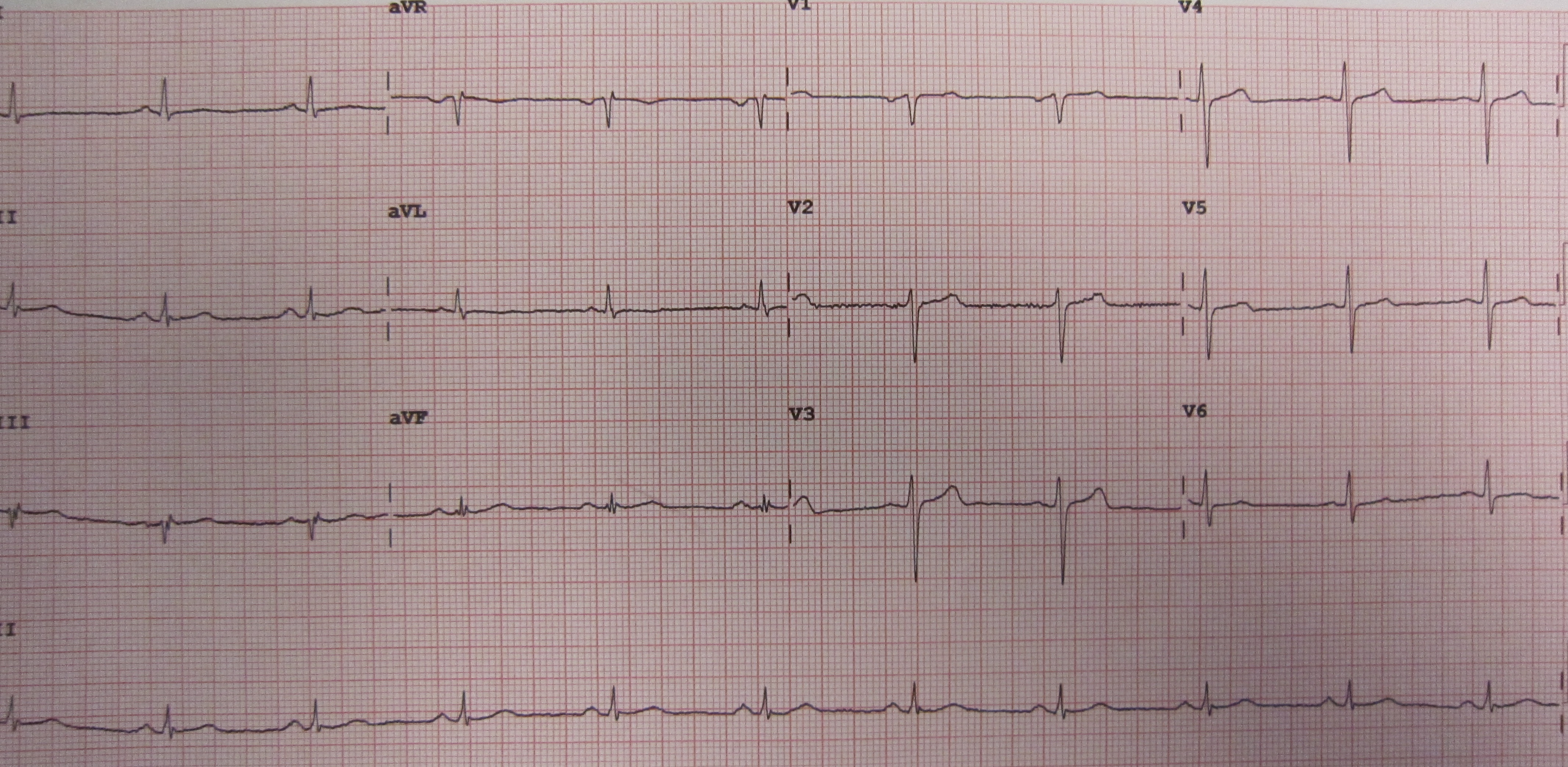
胸痛があるときのウェレンズ症候群の人の心電図
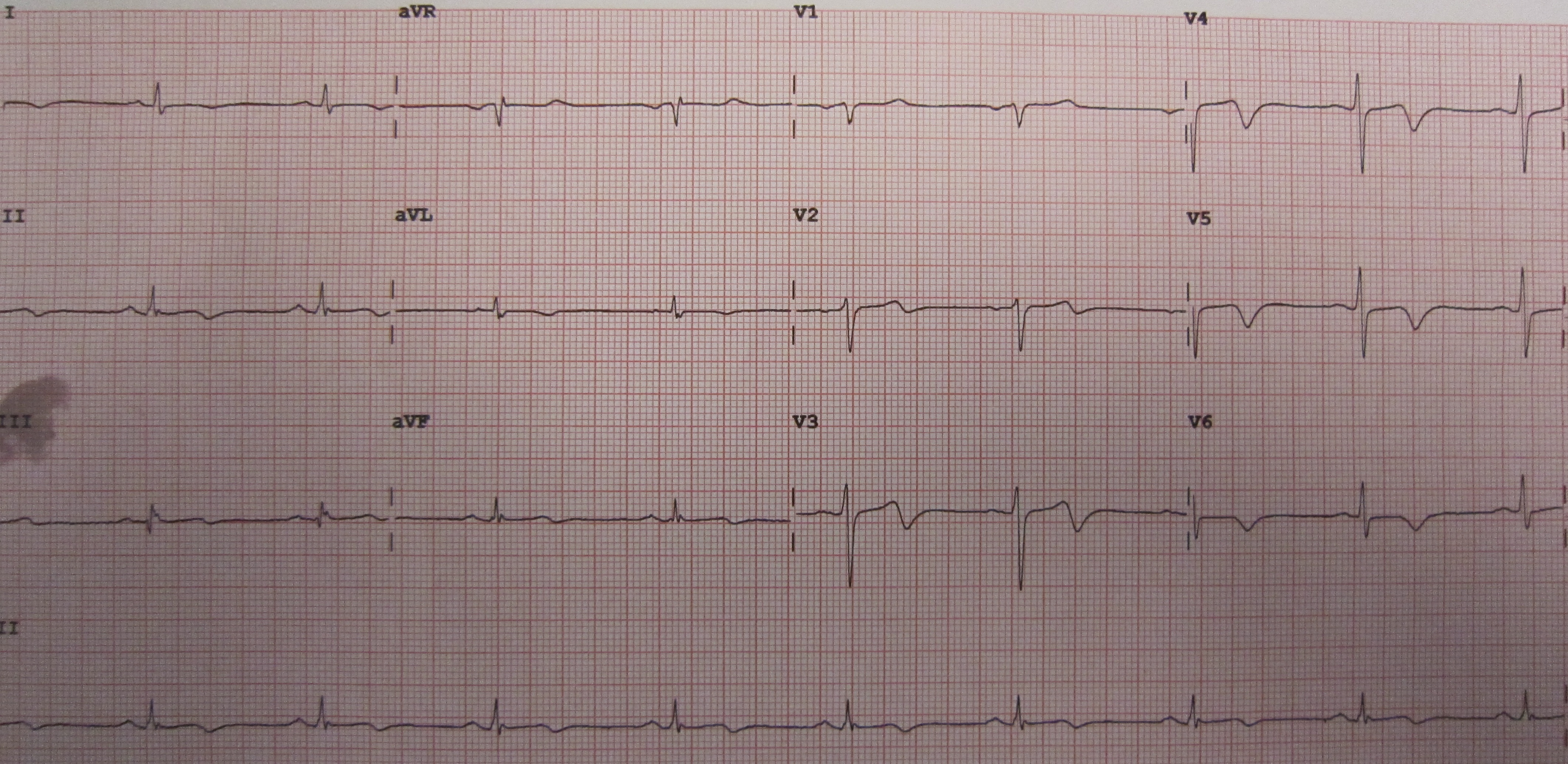
痛みがないときの同じ人の心電図。V2とV3誘導の二相性T波に留意。